# 贝加当
贝加当（法語：Bégadan，法語發音：[beɡadɑ̃]）是法国吉伦特省的一个市镇，属于莱斯帕尔梅多克区。

## 地理
贝加当（45°21'23"N, 0°53'37"W）面积22.15 平方千米，位于法国新阿基坦大区吉倫特省，该省份为法国西南部沿海省份，是法國本土面积最大的省，北起滨海夏朗德省，西临大西洋，南至朗德省，东南接洛特-加龍省，东临多爾多涅省。
与贝加当接壤的市镇（或旧市镇、城区）包括：瓦莱拉克、梅多克地区锡夫拉克、库凯克、若-迪尼亚克和卢瓦拉克、凯拉克、圣克里斯托利-梅多克、弗卢瓦拉克、圣迪藏迪加、吉伦特河畔圣福尔。

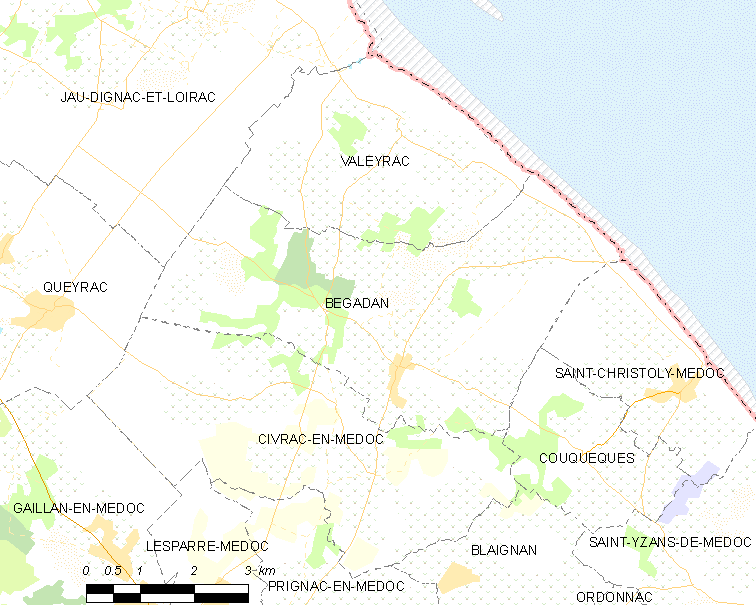
贝加当的OSM定位图

贝加当的时区为UTC+01:00、UTC+02:00（夏令时）。

## 行政
贝加当的邮政编码为33340，INSEE市镇编码为33038。

## 政治
贝加当所属的省级选区为北梅多克县。

## 人口

1962-2008年间贝加当人口变化图示

贝加当于2022年1月1日时的人口数量为897人。